# Luka Žvižej
Luka Žvižej (Celje, 1980. december 9. –) szlovén kézilabdázó, balszélső. 2007 és 2010 között a Pick Szegedet erősítette. Jelenleg az RK Celje
másodedzője.
Sokáig szülővárosában játszott. A Celjével 2004-ben megnyerte a Bajnokok Ligáját. Ezt követően a katalán sztárgárdát, a Barcelonát erősítette két évig, mellyel újra Bajnokok Ligáját nyert 2005-ben, rá egy évre pedig megnyerték a spanyol bajnokságot. A barcelonai évek után egy évig a szintén spanyolországi CB Cantabria játékosa volt. 2007-ben Szegedre igazolt, ahol magyar kupagyőztes lett. 2010-ben visszatért nevelőegyesületéhez  Játszott a Magyarország-Szlovénia világbajnoki selejtezőn is. Žvižej kétszeres EHF-bajnokok ligája-győztes, 120-szoros válogatott. Celjében egy ideig a korábbi szegedi edző, Vladan Matic volt a mestere újra. 2017-ben a szlovén bajnokság hetedik helyezettjéhez, az RK Maribor Branik csapatához szerződött, majd kipróbálta magát a német Bundesligában is, a GWD Minden csapatának játékosaként. 2019-ben fejezte be pályafutását, majd ismét visszatért Celjébe (ahol három részletben, összesen 13 évig játszott), immár másodedzőként.

## Sikerek
- EHF-bajnokok ligája: 2 (2004, 2005)
- Szlovén kézilabda-bajnokság: 10 (1997, 1998, 1999, 2001, 2003, 2004, 2014, 2015, 2016, 2017)
- Szlovén kézilabdakupa: 11 (1997, 1998, 1999, 2001, 2004, 2012, 2013, 2014, 2015, 2016, 2017)
- Spanyol kézilabda-bajnokság: 1 (2006)
- Magyar kézilabdakupa: 1 (2008)